# Mai Kuraki Symphonic Live -Opus 1-
『Mai Kuraki Symphonic Live -Opus 1-』（マイ・クラキ・シンフォニック・ライブ・オーパス・ワン）は、倉木麻衣のライブビデオ及び、2012年9月6日、9月7日に開催された同名のライブ。通算16枚目の映像作品で、2013年7月3日発売。

## 概要

### DVDの概要
2012年9月6日、7日の2日間に渡って東京芸術劇場で開催された「Mai Kuraki Symphonic Live -Opus 1-」を完全収録したライブDVD。
それぞれの公演日でセットリストが若干異なっており、それを「Extra Stage」という表記で補っている。
封入特典として、ライブ当日に配布されたパンフレットを縮小し、再編集したものが封入されている。
DVD販売開始時期にライブツアー「Mai Kuraki Live Project 2013 “RE:”」を開催しており、ツアーの各会場で購入するとアナザージャケットが配布された。

### Mai Kuraki Symphonic Live -Opus 1- の概要
2009年の「HAPPY HAPPY HALLOWEEN LIVE」から続く秋の企画ライブの一種で、前年である2011年の「Mai Kuraki Premium Live One for all, All for one」で「東京フィルハーモニー交響楽団」とコラボレートした事からヒントを得て開催された。
自身のキャリア初となる全編オーケストラによるライブである。
演奏は前年と同じく「東京フィルハーモニー交響楽団」で、指揮は「藤原いくろう」が務めた。
来場プレゼントとして、両日のセットリストと楽曲解説の書かれたプログラムと、倉木自身が当時TVCMに出演していた500mlペットボトルの「ICEFIELD」、「グラン・クール VDF 187ml 赤ワイン・白ワイン（2本箱入り）」の3本が無料で配布された。また、会場にスペイン産スパークリングワイン「カヴァ ロゼ・ブリュット」の試飲スペースが設けられた。
クラシックの雰囲気を保つため、ライブには一定のドレスコードが設けられたほか、ペンライトやタオルを使った演出が回避された。
デビュー時よりライブで使用しているマイクは「SENNHEISER」であったが、アコースティックな音に自身の声を乗せる際に質感を大事にしたいという意向から、初めて「Telefunken」を使用している。同社を扱っている業者のページには、使用した感想が綴られている。
幾人かのゲストアーティストを迎えており、特筆として、普段からライブでバックコーラスを務めている麻亜奈が出演した。
前年のライブを受けてか、一部のライブグッズはチャリティーグッズとして発売された。
またグッズにLAZY SUSANとのコラボレーションで実現したアロマランプが販売された。付属のアロマオイルはネロリベースとなっている。

## 収録曲

### Disc 1
1. Stay by my side
2. わたしの、しらない、わたし。
3. 冷たい海
4. another day*another world
5. Time after time〜花舞う街で〜
6. 儚さ
7. Reach for the sky
8. もう一度
9. Can't forget your love
10. Brave your heart
11. あなたがいるから
12. 明日へ架ける橋
13. Time after time〜花舞う街で〜
14. Reach for the sky

- Extra stage 1000万回のキス

### Disc 2
1. Can't forget your love
2. Love, Day After Tomorrow
3. 恋に恋して
4. Special morning day to you
5. 明日へ架ける橋
6. Stand Up
7. BE WITH Ü
8. chance for you
9. always

- Extra stage Secret of my heart